# Homer (Nebraska)
Homer – wieś w Stanach Zjednoczonych, w stanie Nebraska, w hrabstwie Dakota.